# Giuseppe Calderone
Pour les articles homonymes, voir Calderone.
Giuseppe « Pippo » Calderone (né à Catane le 1er novembre 1925 et mort dans la même ville le 8 septembre 1978) était un mafieux sicilien de Catane. Il est devenu le chef de la famille de Catane et le «secrétaire» de la Commission de la mafia sicilienne, formée vers 1975 sur son instigation. Son objectif était de coordonner les commissions provinciales de la mafia et d'éviter les conflits sur les marchés publics au-delà des frontières provinciales. Calderone a été tué en 1978, sur ordre de Salvatore Riina. 

## Biographie
Giuseppe Calderone est né à Catane le 1er novembre 1925. Il est issu d'une famille traditionnellement mafieuse.
À l'origine, Catane n'était pas une région mafieuse traditionnelle. La mafia était beaucoup plus enracinée dans la partie occidentale de la Sicile. Selon le frère de Giuseppe, Antonino Calderone, devenu pentito en 1987), la première famille mafieuse de Catane a été fondée par Antonio Saitta, poursuivi par Cesare Mori le « préfet de fer » de Mussolini. L'une des filles d'Antonio Saitta est la mère de Giuseppe et Antonino Calderone. 
Un de ses oncles avait aidé la mafia à se remettre sur pied après la Seconde Guerre mondiale, en organisant le « marché noir » des cigarettes de contrebande. À côté de la mafia, il existe d'autres groupes indépendants qui ne font pas partie du cartel de la mafia : les Cursoti, les Carcagnusi et les Malpassoti. Les conflits violents entre les différents clans sont courants.
Initialement, le clan Calderone a traversé une période économique difficile. Ils a gagné de l'argent grâce à la contrebande de cigarettes et dirigé une station-service Agip, grâce à une franchise qu'ils ont acquise par l'intermédiaire du politicien démocrate-chrétien Graziano Verzotto. Giuseppe Calderone et le sénateur Graziano Verzotto ont été témoins de mariage du chef de la mafia de Riesi Giuseppe Di Cristina dans la province de Caltanissetta. 
Au début des années 1970, le clan Calderone a développé une relation avec l'entrepreneur en construction Carmelo Costanzo, l'un des quatre Cavalieri del Lavoro (Chevaliers du Travail), avec Francesco Finocchiaro, Mario Rendo et Gaetano Graci qui avaient besoin des mafiosi pour leur protection. 
Giuseppe Calderone est devenu l'un des dirigeants de Cosa Nostra. Il établit de bonnes relations avec les familles mafieuses de Palerme.
Les chefs mafieux décident de créer une nouvelle Commission de la mafia sicilienne, la première étant dissoute après l'attentat de Ciaculli, initialement dirigée par un triumvirat composé de Gaetano Badalamenti, Stefano Bontate et Luciano Leggio. 
À l'époque, Calderone était également impliqué dans les négociations entre Cosa Nostra et le prince Junio Valerio Borghese qui a demandé son soutien lors d'un projet de coup d'État néo-fasciste en échange de la grâce de mafiosi condamnés comme Vincenzo Rimi et Luciano Leggio. Selon le repenti de la mafia Tommaso Buscetta, le prince Borghese voulait une liste avec tous les mafieux de Sicile. Calderone et Giuseppe Di Cristina se sont rendus à Rome et ont rencontré le prince Borghese, ont refusé de donner la liste ; decidant in fine de ne pas participer au soi-disant Golpe Borghese qui a échoué dans la nuit du 8 décembre 1970.
Giuseppe Calderone était le parrain du baptême de l'un des fils de Ciro Mazzarella, un important patron de la Camorra.

## Commission régionale
En février 1975, une commission régionale de la Mafia a été formée à l'initiative de Giuseppe Calderone qui est devenu son premier « secrétaire ». Il visait à coordonner les commissions provinciales de la mafia et à éviter les conflits d'intérêts commerciaux comme les contrats de travaux publics au-delà des frontières provinciales. Les autres membres étaient Gaetano Badalamenti (Palerme), Giuseppe Settecasi (Agrigente), Cola Buccelato (Trapani), Angelo Mongiovì (Enna) et Giuseppe Di Cristina (Caltanissetta). 
Au même moment, son adjoint Benedetto Santapaola a repris le clan à Catane constituant une faction propre au sein de la famille et renforce les relations avec Riina et les Corleonesi.

## Conflit contre les Corleonesi
Giuseppe Calderone et Di Cristina sont devenus les premières cibles de Salvatore Riina et Bernardo Provenzano et des Corleonesi dans la tentative d'assoir son pouvoir sur la mafia sicilienne. Les Corleonesi attaquaient les alliés des familles de Palerme dans les autres provinces pour isoler des hommes comme Stefano Bontate, Salvatore Inzerillo et Gaetano Badalamenti. 
Le 21 novembre 1977, Di Cristina a survécu à une fusillade, mais ses hommes les plus fidèles Giuseppe Di Fede et Carlo Napolitano sont assassinés par les Corleonesi. Francesco Madonia est soupçonné d'être à l'origine de l'attaque. 
Francesco Madonia a été assassiné par vengeance le 8 avril 1978 par Di Cristina et Salvatore Pillera de Catane. Di Cristina a été tué en mai 1978 et Giuseppe Calderone le 8 septembre 1978 par son rival Benedetto Santapaola, allié des Corleonesi qui a repris le commandement de la famille de la mafia de Catane. Ces escarmouches n'étaient qu'un prélude à la Deuxième guerre de la mafia qui a commencé après le meurtre de Stefano Bontate en 1981.
Antonino Calderone, devenu repenti en 1987, relate dans ses mémoires comment Riina a fait l'éloge de Giuseppe Calderone « grand artisan de la paix » lors des funérailles, arrachant les larmes aux nombreux mafiosi endurcis présents et qui savaient que Riina lui-même avait probablement ordonné son meurtre.